# 2007 год в музыке

## События

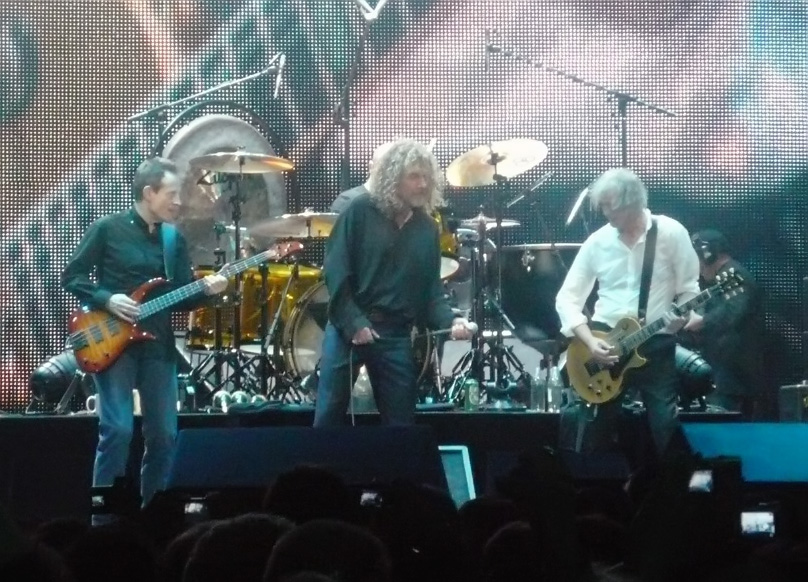
Led Zeppelin 27 лет спустя

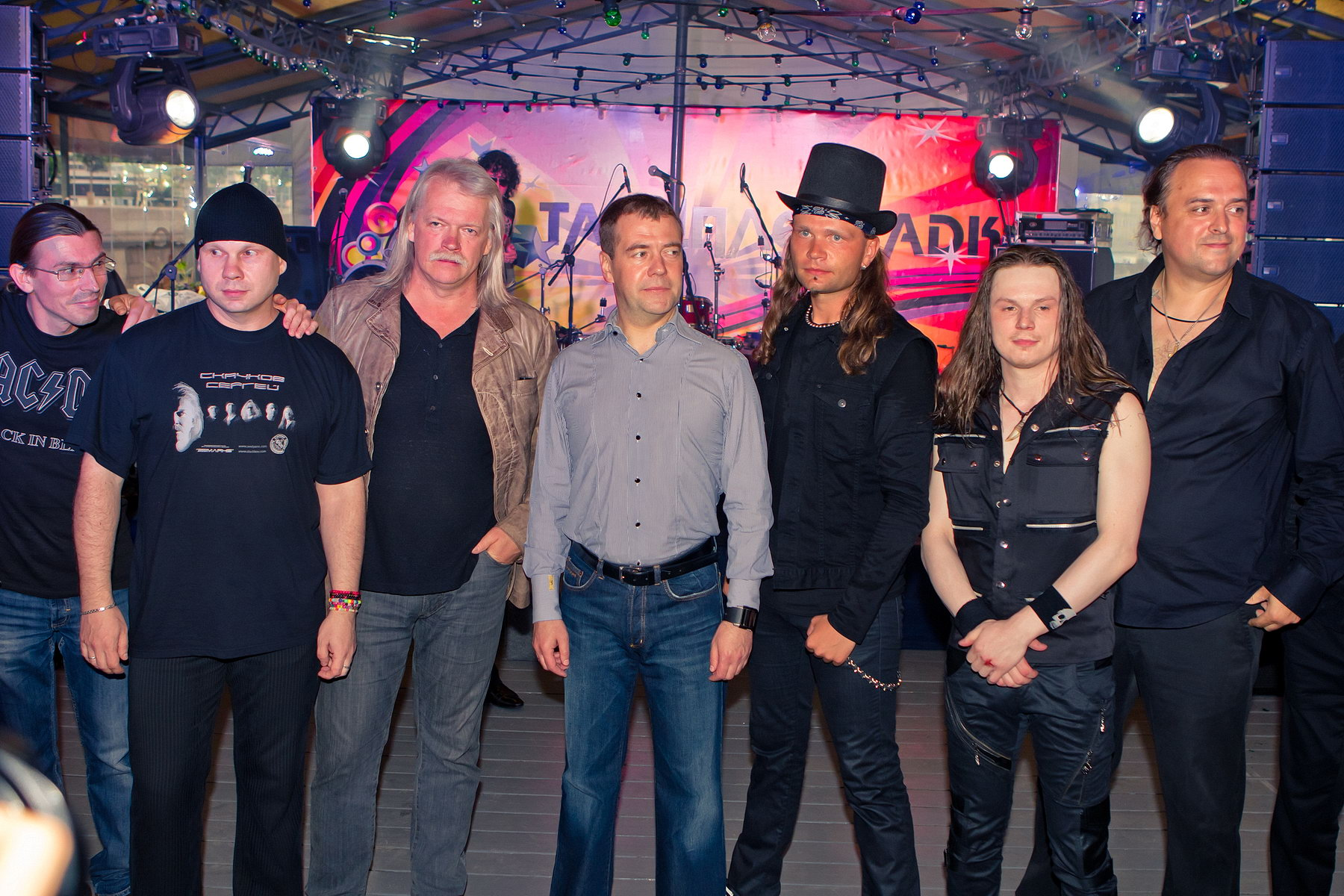
Дмитрий Медведев и группа «Земляне»

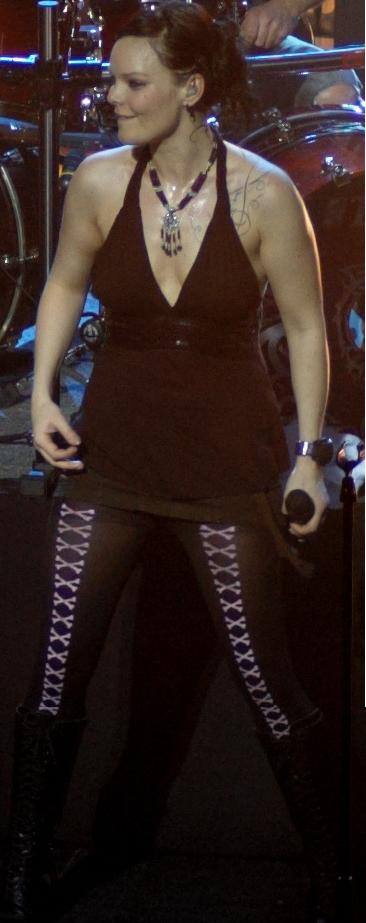
Анетт Ользон, новая вокалистка Nightwish

- Английская дэт-метал-группа Carcass возобновила деятельность.
- Группу «ВВ» покинул бессменный бас-гитарист Александр Пипа. На его место был принят Алексей Мельченко, вместе с которым «ВВ» провели юбилейный концертный тур по Украине, посвящённый 20-летию группы.
- Испанская рок-группа Héroes del Silencio спустя десять лет после своего официального расформирования объединилась вновь и приняла участие в мировом турне из 10 концертов.
- 1 апреля 2007 года образовалась группа Quest Pistols. В этот же день состоялось их первое выступление в программе «Шанс» на телеканале Интер.
- 24 апреля 2007 года группа Dimmu Borgir выпустила альбом In Sorte Diaboli. Специальное издание (Leather Book Edition) было выпущено в виде книги, внутри которой находились DVD, тексты песен, напечатанные в зеркальном отражении, и зеркало. В записи альбома принимал участие ударник Хеллхаммер из группы Mayhem, которому пришлось покинуть группу из-за травмы шеи, что ограничивало движение его правой руки. Альбом In Sorte Diaboli является первым в мировой истории альбомом в стиле «блэк-метал», поднявшимся на первую строчку национального хит-парада (в Норвегии).
- 25 апреля 2007 года группа Океан Ельзи выпустила шестой студийный альбом Міра и в этот же день объявила о своём распаде.
- май — из Evanescence уволены Джон ЛеКомпт и Рокки Грей по личным причинам
- 9 мая — Сергей Скачков и музыканты группы «Земляне» приняли участие в концертной программе, выступив в кульминации театрализованного представления «Жизнь продолжается», к 62-годовщине Дня Победы в Великой Отечественной войне, на Дворцовой площади Санкт-Петербурга.[1]
- 12 мая — сербская певица Мария Шерифович выиграла конкурс песни Евровидение 2007.
- 24 мая — Анетт Ользон объявлена вокалисткой группы Nightwish.
- 1 июня вышел первый англоязычный альбом группы Tokio Hotel - Scream
- Одна из величайших рок-групп Led Zeppelin возродилась в «золотом» составе, за барабаны сел сын погибшего барабанщика Джона Бонэма Джэйсон Бонэм.
- Воссоединилась гараж-рок группа The Sonics.
- Дэт-метал группа Cynic воссоединилась наполовину в классическом составе.
- Триумфальное возвращение на сцену поп-принцессы Бритни Спирс, в сентябре на церемонии MTV Video Music Awards 2007. Спирс выступила с песней «Gimme More» из нового альбома Blackout. Как потом оказалось, это было самым скандальным событием года.
- 24 октября 2007 года участники группы Aqua, собрав пресс-конференцию в Дании, объявили о воссоединении и об участии на датском фестивале «Grøn Koncert 2008».

### Классическая музыка
- 29 января — Валерий Гергиев, художественный руководитель Мариинского театра, приступает к исполнению обязанностей главного дирижёра Лондонского симфонического оркестра
- Мировая премьера оперы Иоганна Маттезона «Борис Годунов, или Коварством добытый трон» (написана в 1710 году).

## Продажи
- Самый продаваемый сингл в США (Billboard Hot 100) — «Irreplaceable» (Бейонсе), второе место — «Umbrella» (Рианна), третье место — «The Sweet Escape» (Гвен Стефани)
- Самый продаваемый альбом в США (Billboard 200) — «Daughtry» (Daughtry)

- Самый продаваемый сингл в Великобритании — «Bleeding Love» (Леона Льюис)
- Самый продаваемый альбом в Великобритании — «Back to Black» (Эми Уайнхаус)

## Награды
- «Грэмми» за альбом года — Херби Хэнкок и исполнители песен Джони Митчелл за «River: The Joni Letters»
- «Грэмми» за запись года — Эми Уайнхаус за «Rehab»
- «Грэмми» за песню года — Эми Уайнхаус за «Rehab»
- «Грэмми» за лучшую рок-песню года — Red Hot Chili Peppers за «Dani California»
- «Грэмми» за лучший рок-альбом года — Red Hot Chili Peppers за «Stadium Arcadium»
- Лучшая песня года Архивировано 17 июня 2012 года. по версии журнала «Rolling Stone» — «Roc Boys» Джей-Зи.

- В России вручена первая премия «Чартова дюжина»

### Зал славы рок-н-ролла
Исполнители:
- Grandmaster Flash and the Furious Five (Keef Cowboy[англ.], The Kidd Creole[англ.], Melle Mel[англ.], Rahiem, Scorpio и Грандмастер Флэш)[2]
- R.E.M. (Питер Бак, Билл Берри, Майк Миллз и Майкл Стайп)[3]
- The Ronettes (Эстелль Беннетт[англ.], Ронни Спектор и Недра Тэлли[англ.])[4]
- Van Halen (Алекс Ван Хален, Эдди Ван Хален, Дэвид Ли Рот, Сэмми Хагар и Майкл Энтони)[5]
- Патти Смит[6]

### Зал славы авторов песен
- Ирвинг Бёрджи[англ.][7]
- Дон Блэк[8]
- Джексон Браун[9]
- Бобби Вайнстайн[англ.][10]
- Майкл Массер[11]
- Тедди Рандаззо[англ.][12]
- Мерл Хаггард[13]

Награда Джонни Мерсера:
- Долли Партон[14]

Награда Эйба Олмена издателю за жизненные достижения:
- Дон Киршнер[15]

Награда Хэла Дэвида «Звёздный свет»:
- Джон Ледженд[16]

Награда за выдающуюся песню:
- Unchained Melody[17]

### Зал славы кантри
- Винс Гилл[18]
- Мел Тиллис[19]
- Ральф Эмери[англ.][20]

## Песни года

### США
Хиты № 1 в США (Список синглов № 1 в США в 2007 году (Billboard Hot 100) #1 Hits)
- «Irreplaceable» — Beyonce (7 недели)
- «Umbrella» — Rihanna feat. Jay-Z (7 недель)
- «Crank That (Soulja Boy)» — Soulja Boy Tell 'Em (7 недель)
- «No One» — Alicia Keys (5 недель)
- «Beautiful Girls» — Sean Kingston (4 недели)
- «Makes Me Wonder» — Maroon 5 (3 недели)
- «Kiss Kiss» — Chris Brown feat. T-Pain (3 недели)
- «This Is Why I'm Hot» — Mims (2 недели)
- «Glamorous» — Fergie feat. Ludacris (2 недели)
- «Don't Matter» — Akon (2 недели)
- «Give It to Me» — Timbaland feat. Nelly Furtado & Justin Timberlake (2 недели)
- «Hey There Delilah» — Plain White T's (2 недели)
- «Say It Right» — Nelly Furtado (1 неделя)
- «What Goes Around…Comes Around» — Justin Timberlake (1 неделя)
- «Girlfriend» — Avril Lavigne (1 неделя)
- «Buy U a Drank (Shawty Snappin')» — T-Pain feat. Yung Joc (1 неделя)
- «Big Girls Don't Cry» — Fergie (1 неделя)
- «Stronger» — Kanye West (1 неделя)

### Великобритания
Хиты № 1 в Великобритании (UK Official Top 100 #1 Hits)
- «Umbrella» — Rihanna feat. Jay-Z (10 недель)
- «Bleeding Love» — Leona Lewis (7 недель)
- «Grace Kelly» — Mika (5 недель)
- «Beautiful Girls» — Sean Kingston (4 недели)
- «About You Now» — Sugababes (4 недели)
- «(I'm Gonna Be) 500 Miles» — The Proclaimers feat. Brian Potter & Andy Pipkin (3 недели)
- «Beautiful Liar» — Beyonce & Shakira (3 недели)
- «A Moment Like This» — Leona Lewis (2 недели)
- «Shine» — Take That (2 недели)
- «The Way I Are» — Timbaland feat. Keri Hilson (2 недели)
- «Stronger» — Kanye West (2 неделя)
- «When You Believe» — Leon Jackson (2 неделя)
- «Ruby» — Kaiser Chiefs (1 неделя)
- «Walk This Way» — Sugababes vs. Girls Aloud (1 неделя)
- «Give It to Me» — Timbaland feat. Nelly Furtado & Justin Timberlake (1 неделя)
- «Baby's Coming Back & Transylvania» — McFly (1 неделя)
- «With Every Heartbeat» —  Kleerup & Robyn (1 неделя)
- «What a Wonderful World» — Eva Cassidy & Katie Melua (1 неделя)

### Россия
Хиты № 1 в России (TopHit)
- «Number One Fan» — Дима Билан (9 недель)
- «Солнце» — Елена Терлеева (8 недель)
- «Поцелуи» — ВИА Гра (7 недель)
- «По Следам» — Hi-Fi (7 недель)
- «Song №1» — Serebro (5 недель)
- «Ветром Стать» — МакSим (5 недель)
- «Мой Рай» — МакSим (5 недель)
- «Ещё Люблю» — A'Studio (4 недели)
- «Отпускаю» — МакSим (3 недели)
- «Знаешь Ли Ты» — МакSим (2 недели)

## Альбомы
В 2007 году Britney Spears выпустила свой скандальный альбом Blackout
в 2007 году Hilary Duff выпускает свой четвертый альбом Dignity
9 мая 2007 года группа Гражданская оборона выпускает альбом Зачем снятся сны?
11 сентября 2007 года Kanye West выпускает свой третий альбом Graduation
10 октября группа Radiohead выпустила свой седьмой студийный альбом In Rainbows

## Музыкальные видеофильмы
- Berth — The Used (5 февраля)
- Зверский Джаз — Animal ДжаZ (14 февраля)
- Beside You in Time — Nine Inch Nails (26 февраля)
- All Excess — Avenged Sevenfold (17 июля)
- Параллельные -- Валерий Меладзе (19 июля)
- Поцелуи -- ВИА ГРА (10 сентября)

Britney Spears--Gimme more

## Скончались
- 19 января

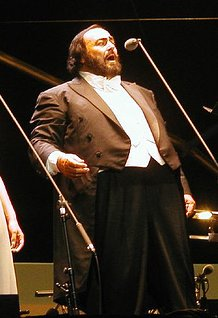
Лучано Паваротти (1935—2007)

  - Мурат Насыров (певец, композитор, 37 лет)
  - Денни Доэрти (66 лет) — канадский музыкант, гитарист и вокалист группы The Mamas & the Papas
- 4 февраля — Илья Кормильцев (поэт, Наутилус Помпилиус, Урфин Джюс, 48 лет)
- 27 февраля — Сака Аквей, ганский композитор.
- 15 марта — Сергей [GANG] Осечкин (гитарист Amatory, 23 года)
- 30 марта — Хаджи Крисмансия Рахади (Криси), индонезийский певец, музыкант, гитарист и автор песен
- 20 апреля — Александр Непомнящий, поэт, бард, рок-музыкант
- 27 апреля — Мстислав Ростропович (виолончелист, дирижёр, 80 лет)
- 30 апреля
  - Грегори Лемаршаль (французский певец, победитель 4-го сезона французской Star Academy, 23 года)
  - Зола Тейлор[англ.] (69 лет) — американская певица, вокалистка группы The Platters
- 4 июля — Билл Пинкни[англ.] (81 год) — американский певец, вокалист группы The Drifters
- 4 августа — Ли Хэзлвуд (американский музыкант, автор песен, исполнитель, 78 лет)
- 6 сентября — Лучано Паваротти (итальянский оперный тенор, 71 год)
- 11 сентября — Джо Завинул (австрийский джазовый клавишник и композитор, лидер группы Weather Report, 75 лет)
- 12 сентября — Бобби Бёрд[англ.] (73 года) — американский певец и автор песен, основатель и вокалист группы The Famous Flames
- 5 октября — Михаил Ларионов (мультиинструменталист, шоумен, музыкант группы Сейф, 44 года)
- 12 декабря — Айк Тёрнер (76 лет) — американский ритм-н-блюзовый музыкант и продюсер